# Małżeństwo osób tej samej płci w Australii
     Małżeństwo
     Uznawanie małżeństw osób tej samej płci zawartych za granicą
     Związki jednopłciowe nieuznawane
     Konstytucja definiuje małżeństwo jako związek kobiety i mężczyzny
     De iure nielegalne, de facto nie wszczyna się postępowania
     Kontakty seksualne między osobami tej samej płci karane

Status prawny związków osób tej samej płci w Australii i Oceanii:
Małżeństwo
Uznawanie małżeństw osób tej samej płci zawartych za granicą
Związki jednopłciowe nieuznawane
Konstytucja definiuje małżeństwo jako związek kobiety i mężczyzny
De iure nielegalne, de facto nie wszczyna się postępowania
Kontakty seksualne między osobami tej samej płci karane

Małżeństwa osób tej samej płci są legalne w Australii od 9 stycznia 2018 . Legalizacja małżeństw osób tej samej płci była następstwem referendum, w którym 61 procent uprawnionych (12.7 mln osób) poparło taką zmianę prawa . Uchwalenie ustawy było poprzedzone dziesięcioletnią dyskusją publiczną na ten temat .